# Saison 8 de Frasier
Chronologie
Saison 7 de Frasier Saison 9 de Frasier
Cet article présente le guide des épisodes de la huitième saison de la sitcom Frasier.

## Épisode 1:Coup de théâtre (1/2)
- États-Unis : 24 octobre 2000 sur NBC
- Belgique : 19 octobre 2012 sur Club RTL
- France : 24 août 2001 sur Serie Club

## Épisode 2:Coup de théâtre (2/2)
- États-Unis : 24 octobre 2000 sur NBC
- Belgique : 22 octobre 2012 sur Club RTL

## Épisode 3:Le mauvais fils
- États-Unis : 31 octobre 2000 sur NBC
- Belgique : 22 octobre 2012 sur Club RTL

## Épisode 4:Beau joueur
- États-Unis : 14 novembre 2000 sur NBC
- Belgique : 23 octobre 2012 sur Club RTL

## Épisode 5:Vous permettez monsieur?
- États-Unis : 21 novembre 2000 sur NBC
- Belgique : 23 octobre 2012 sur Club RTL

## Épisode 6:Amour, tendresse et profit
- États-Unis : 28 novembre 2000 sur NBC
- Belgique : 24 octobre 2012 sur Club RTL

## Épisode 7:Le nouvel Ami
- États-Unis : 5 décembre 2000 sur NBC
- Belgique : 24 octobre 2012 sur Club RTL

## Épisode 8:Joyeux Noël Mary!
- États-Unis : 12 décembre 2000 sur NBC
- Belgique : 25 octobre 2012 sur Club RTL

Stephen King

## Épisode 9:La crise de la quarantaine
- États-Unis : 9 janvier 2001 sur NBC
- Belgique : 25 octobre 2012 sur Club RTL

## Épisode 10:Une histoire d'homme
- États-Unis : 16 janvier 2001 sur NBC
- Belgique : 26 octobre 2012 sur Club RTL

## Épisode 11:Apprentis mécaniciens
- États-Unis : 30 janvier 2001 sur NBC
- Belgique : 26 octobre 2012 sur Club RTL

## Épisode 12:Le spectacle continue
- États-Unis : 6 février 2001 sur NBC
- Belgique : 29 octobre 2012 sur Club RTL

Patrick Macnee

## Épisode 13:Saint-Valentin est un coquin!
- États-Unis : 13 février 2001 sur NBC
- Belgique : 29 octobre 2012 sur Club RTL

## Épisode 14:Le parfum de l'amour
- États-Unis : 20 février 2001 sur NBC
- Belgique : 30 octobre 2012 sur Club RTL

## Épisode 15:L'exploit de Niles
- États-Unis : 27 février 2001 sur NBC
- Belgique : 30 octobre 2012 sur Club RTL

## Épisode 16:Drame en direct
- États-Unis : 6 mars 2001 sur NBC
- Belgique : 1er novembre 2012 sur Club RTL

John Glenn

## Épisode 17:Deux femmes et un joyeux luron
- États-Unis : 27 mars 2001 sur NBC
- Belgique : 1er novembre 2012 sur Club RTL

## Épisode 18:Le vain club du vin
- États-Unis : 17 avril 2001 sur NBC
- Belgique : 2 novembre 2012 sur Club RTL

Jennifer Coolidge

## Épisode 19:Le retour de Daphné
- États-Unis : 1er mai 2001 sur NBC
- Belgique : 2 novembre 2012 sur Club RTL

## Épisode 20:Le peignoir de Roz
- États-Unis : 8 mai 2001 sur NBC
- Belgique : 5 novembre 2012 sur Club RTL

## Épisode 21:Petite fête improvisée
- États-Unis : 15 mai 2001 sur NBC
- Belgique : 5 novembre 2012 sur Club RTL

## Épisode 22:Un prêté pour un rendu
- États-Unis : 15 mai 2001 sur NBC
- Belgique : 6 novembre 2012 sur Club RTL

## Épisode 23:Un jour de mai
- États-Unis : 22 mai 2001 sur NBC
- Belgique : 6 novembre 2012 sur Club RTL

## Épisode 24:Les joyeuses Colonies de vacances
- États-Unis : 22 mai 2001 sur NBC
- Belgique : 7 novembre 2012 sur Club RTL